# Pelikánangolna
A pelikánangolna (Eurypharynx pelecanoides) a sugarasúszójú halak (Actinopterygii) osztályának pelikánangolna-alakúak (Saccopharyngiformes) rendjébe, ezen belül az Eurypharyngidae családjába és az Eurypharynx nemébe tartozó egyetlen faj.

## Előfordulása
A pelikánangolna mindhárom főbb óceán trópusi és mérsékelt öveiben előfordul, azonban 500-7625 méteres mélységek között; általában 1200-1400 méter mélyen található meg. A kutatók a Csendes-óceán keleti részén, főleg az Amerikai Egyesült Államokbeli Kaliforniától egészen Peruig találják meg.

## Megjelenése
Az eddig kifogott példányok közül a legnagyobb hímek elérték a 100 centiméteres hosszúságot, de az átlagos méretük 55 centiméter. Sem hátúszó- és sem farok alatti úszótüskéi nincsenek. A szája igen hatalmas; ezt az állkapocsnak egy hátrahajló nyúlványa is elősegíti. A szájának az alsó töve, gyakran a hal hasi részének közepétől vagy annál is hátrábbról kezdődik. A száját alkotó bőre is jól ki tud nyúlni. A farokúszója hátrafelé haladva, egyre vékonyabb lesz; nagy részén világítószervek találhatók, tehát képes a biolumineszcenciára. Nincsenek pikkelyei. Az oldalvonalán nem pórusok vannak, hanem kis, csoportokba tömörülő csőnyúlványok.

## Életmódja
Mélytengeri ragadozó hal, amely főleg úszórákokkal táplálkozik, de étrendjét kiegészítheti csontos halakkal, fejlábúakkal és más gerinctelenekkel.

## Szaporodása
Ez a hal ikrák által szaporodik. Az ikrák szabadon lebegnek a vízben. Úgy az ikra, mint az ivadék része a környezetét alkotó planktonnak. Egyes kifogott példányok, mindkét nemből, valamint a nőstényekben talált ikrák vizsgálata, arra hagy következtetni, hogy ez a mélytengeri halfaj egyszer szaporodó; vagyis az első szaporodása után nemsokára elpusztul.

## Képek

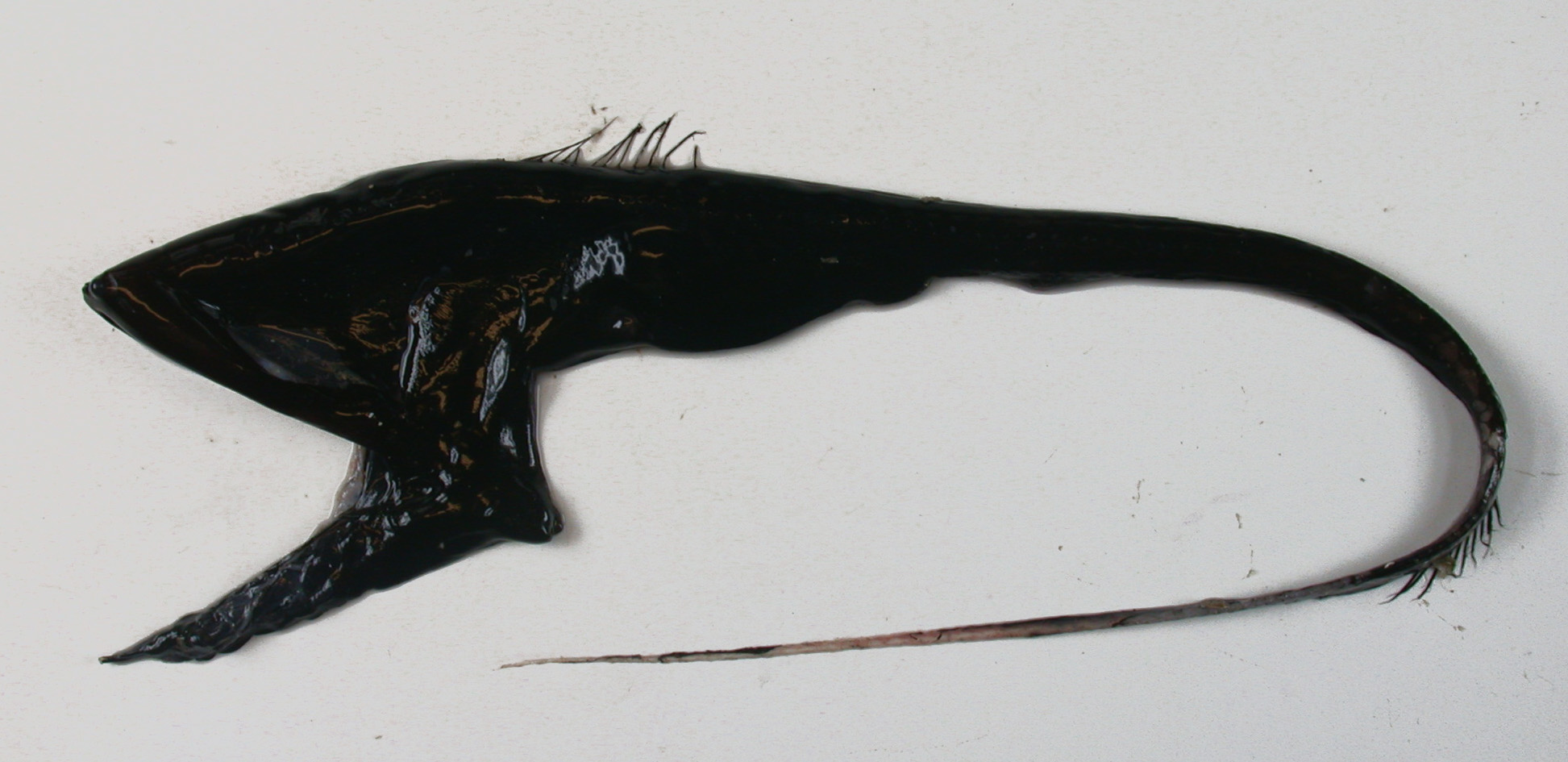
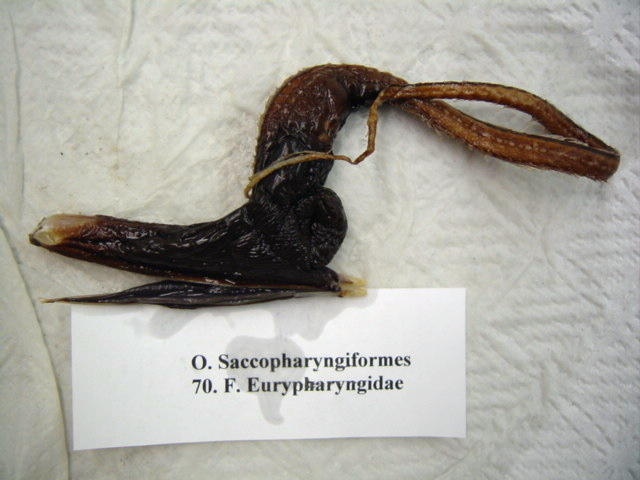
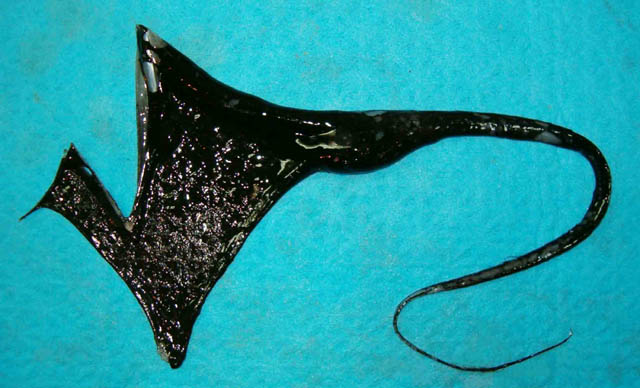
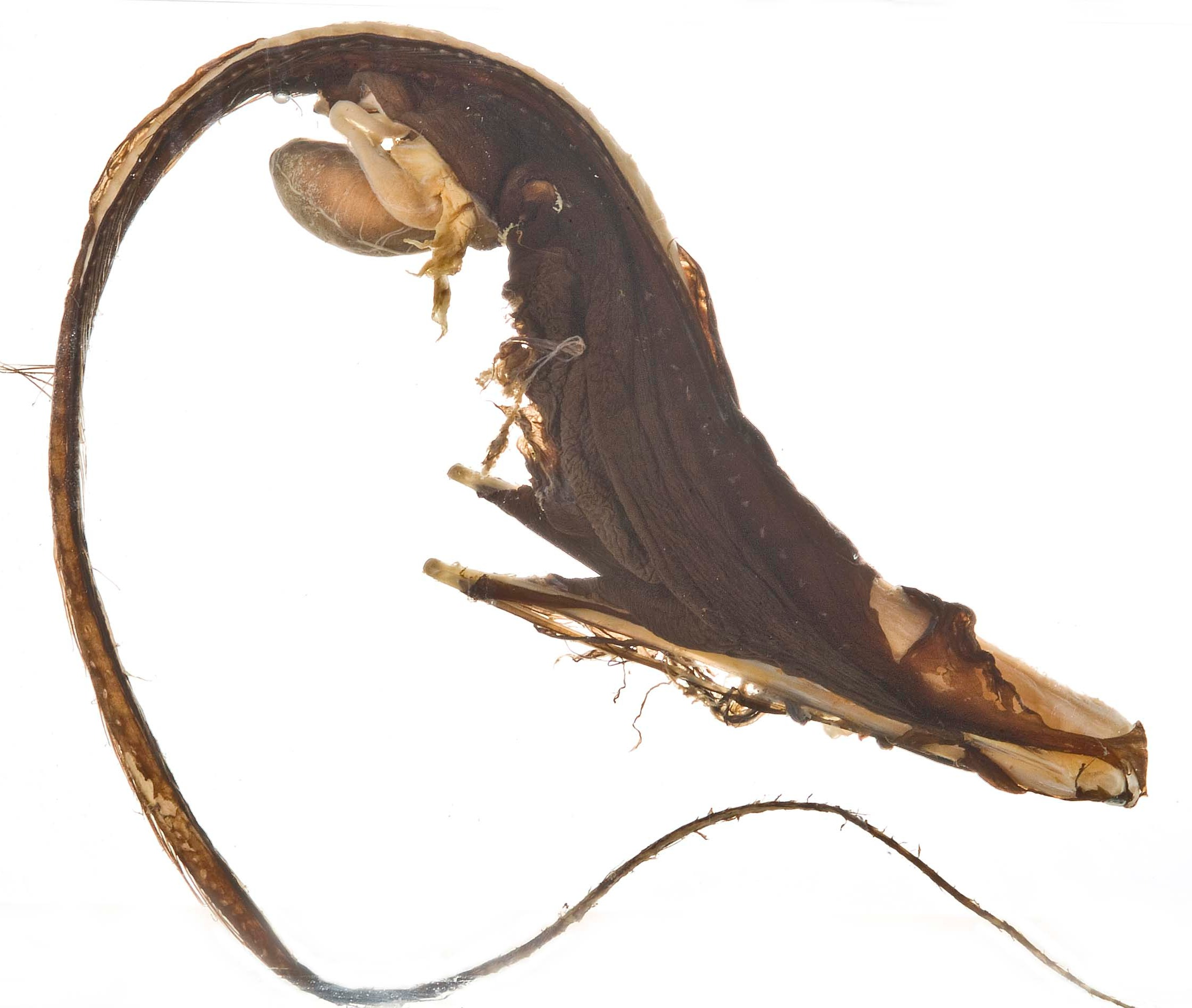
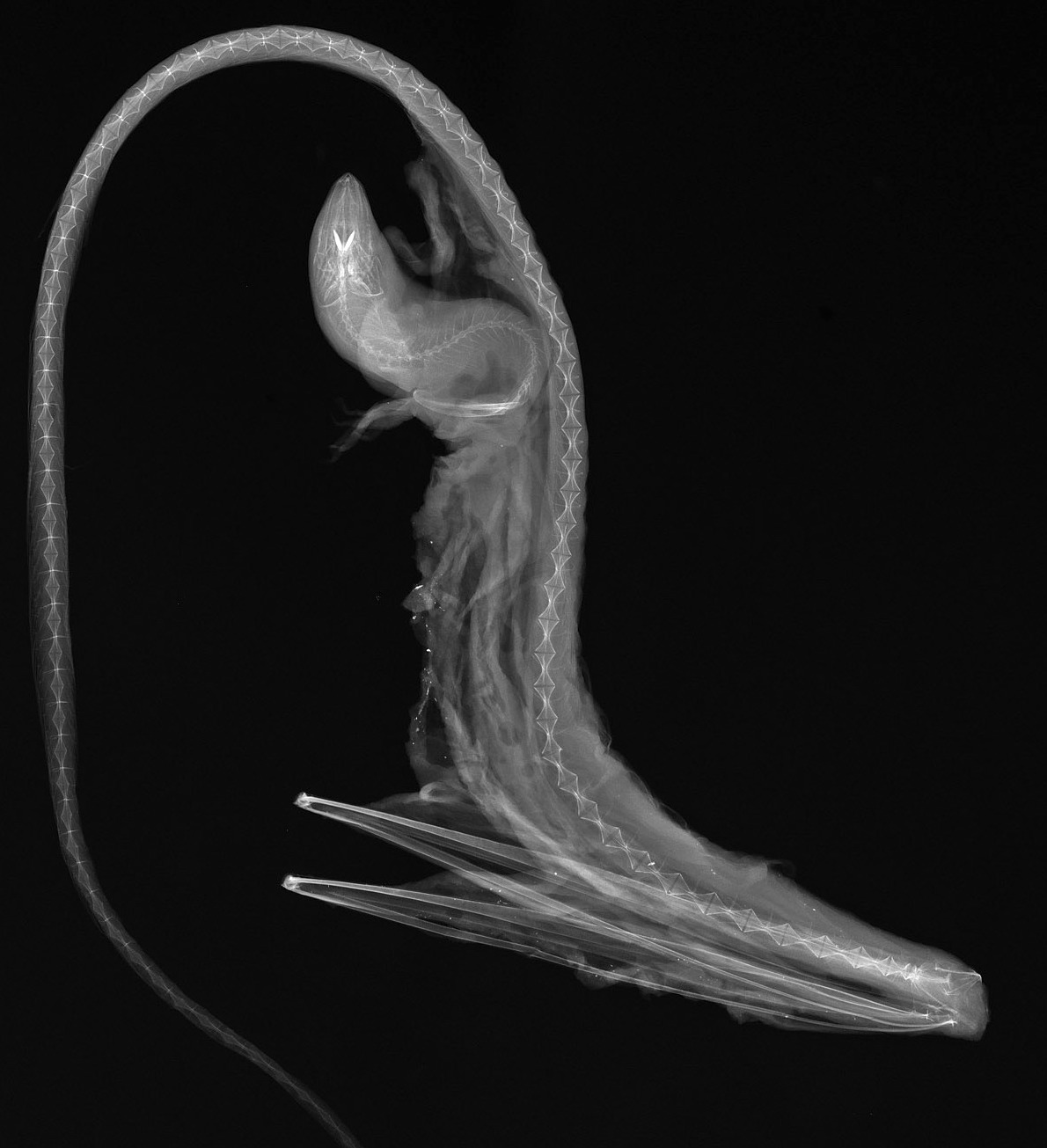
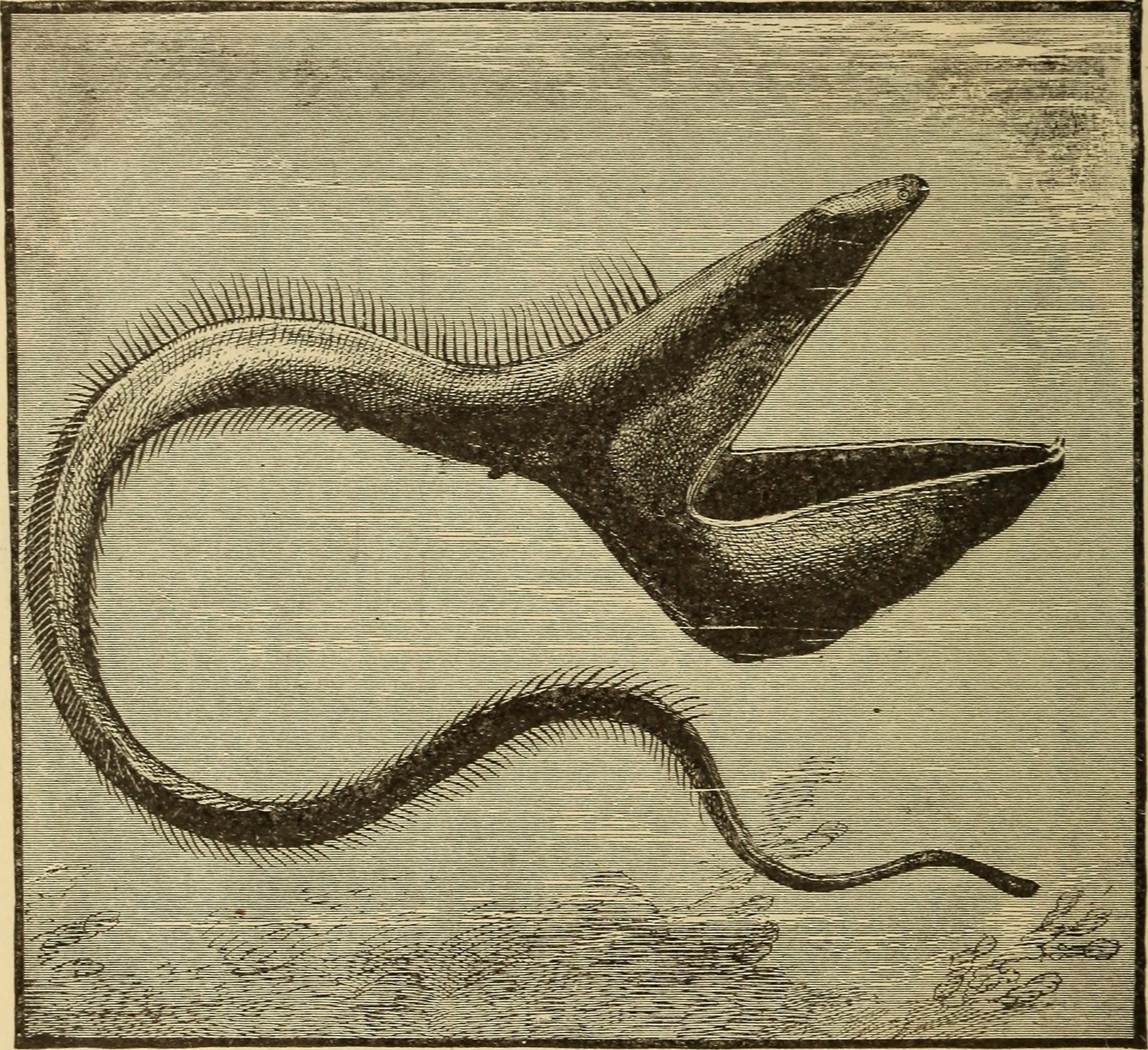
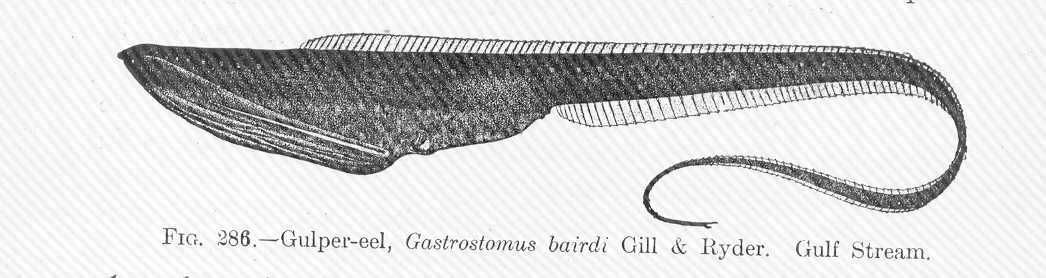
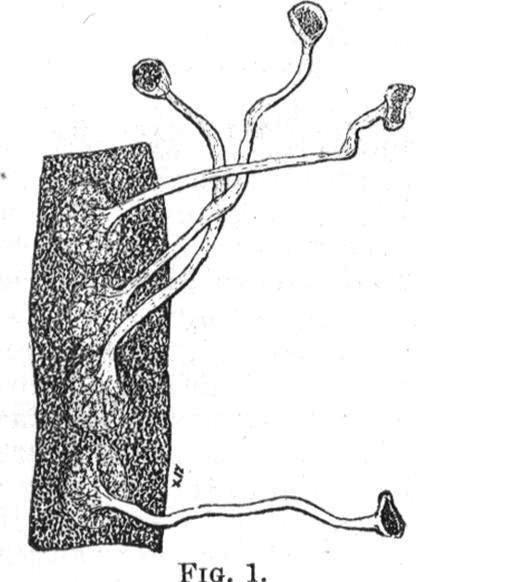
Az oldalvonalán található nyúlványok
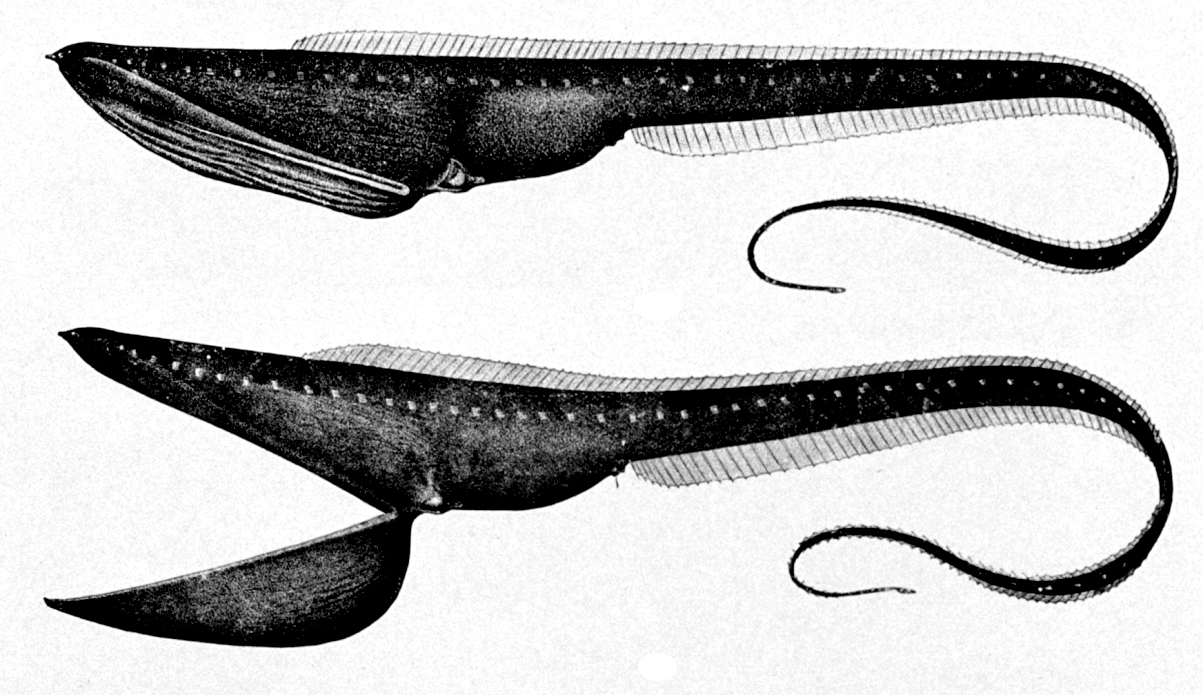
Csukott és nyitott szájjal